# Chvalaea yolkamini
Chvalaea yolkamini — вид двокрилих комах родини Hybotidae. Описаний у 2020 році. Фотографії нового виду спершу були опубліковані у соціальній мережі Instagram, а лише згодом зібрані зразки комахи для дослідження.

## Назва
Видова назва C. yolkamini мовою науатль перекладається як «мисливець».

## Поширення
Ендемік Мексики.